# 川中醤油
川中醤油株式会社（かわなかしょうゆ）は、広島県広島市安佐南区伴中央にある醤油メーカーである。 1906年（明治39年）水が豊富な地域である沼田町に創業して以来、日本古来伝わる調味料の伝統的製法によって醤油の醸造をおこなっている。 1986年より代表取締役は三代目当主の川中敬三である。

## 概要
- 本社所在地 - 広島市安佐南区伴中央4丁目1番6号
- 代表者
  - 代表取締役社長 川中敬三
- フリーダイヤル - 0120-848-838

## 店舗
- 直営店 醤の館（ひしおのやかた） - 朝日新聞によると「約50種類のしょうゆが並ぶ。オーソドックスなかけじょうゆから広島産カキを利用しただしじょうゆ、アイスやヨーグルト用の独自製品まで」を取り扱う直営店である[3]。